# Винка (приток Холовы)
Винка — река в России, протекает в Крестецком районе Новгородской области. Устье реки находится в 32 км по левому берегу реки Холова, близ деревни Горбуново. Длина реки составляет 20 км.
На реке расположена деревня Вины, там есть автомобильный мост через реку на федеральной дороге М10 «Россия».

## Данные водного реестра
По данным государственного водного реестра России относится к Балтийскому бассейновому округу, водохозяйственный участок реки — Мста без р. Шлина от истока до Вышневолоцкого г/у, речной подбассейн реки — Волхов. Относится к речному бассейну реки Нева (включая бассейны рек Онежского и Ладожского озера).
Код объекта в государственном водном реестре — 01040200212102000021534.

## Карты
- Лист карты O-36-65 Мокрый Остров. Масштаб: 1 : 100 000. Состояние местности на 1982 год. Издание 1986 г.
- Лист карты O-36-53 Зайцево. Масштаб: 1 : 100 000. Состояние местности на 1983 год. Издание 1988 г.